# Districts électoraux de Victoria
 (mai 2025).
L’État de Victoria, en Australie, est séparé en 88 districts électoraux qui élisent chacun un représentant à l'Assemblée législative de Victoria et font partie du Parlement de Victoria. 

## Liste des districts électoraux de Victoria
- Albert Park
- Ashwood
- Bass
- Bayswater
- Bellarine
- Benambra
- Bendigo East
- Bendigo West
- Bentleigh
- Berwick
- Box Hill
- Brighton
- Broadmeadows
- Brunswick
- Bulleen
- Bundoora
- Carrum
- Caulfield
- Clarinda
- Cranbourne
- Croydon
- Dandenong
- Eildon
- Eltham
- Essendon
- Eureka
- Euroa
- Evelyn
- Footscray
- Frankston
- Geelong
- Gippsland East
- Gippsland South
- Glen Waverley
- Greenvale
- Hastings
- Hawthorn
- Ivanhoe
- Kalkallo
- Kew
- Kororoit
- Lara
- Laverton
- Lowan
- Macedon
- Malvern
- Melbourne
- Melton
- Mildura
- Mill Park
- Monbulk
- Mordialloc
- Mornington
- Morwell
- Mulgrave
- Murray Plains
- Narracan
- Narre Warren North
- Narre Warren South
- Nepean
- Niddrie
- Northcote
- Oakleigh
- Ovens Valley
- Pakenham
- Pascoe Vale
- Point Cook
- Polwarth
- Prahran
- Preston
- Richmond
- Ringwood
- Ripon
- Rowville
- Sandringham
- Shepparton
- South Barwon
- South-West Coast
- St Albans
- Sunbury
- Sydenham
- Tarneit
- Thomastown
- Warrandyte
- Wendouree
- Werribee
- Williamstown
- Yan Yean